# Щугор (приток Печоры)
Щу́гор (Щугырь, Щу́гер, в верховьях Сакуръя) — река в Республике Коми, правый приток Печоры.
Длина — 300 км, площадь бассейна — 9660 км². Истоки на западном склоне Северного Урала. Питание реки дождевое и снеговое. Среднегодовой расход воды — 252 м³/с. Ледостав с конца октября по начало июня. Щугор — нерестилище сёмги.
Щугор весь свой путь протекает по территории Национального парка Югыд Ва. Река берёт начало в одном из самых глухих мест, в районе «полюса относительной недоступности» Северного Урала. Исток находится на высоте более 750 метров над уровнем моря, между вершинами гор Молыдъиз, Аквалсупнёл и Паръяур. Первые 100 км Щугор течёт почти строго на север, по долине, ограниченной меридиональными хребтами Яны-Янкеч, Хосанёр и Суммахнёр с востока, и хребтами Туйтымнёр, Тельпосским и Ууты с запада. В районе горы Тельпосиз Щугор идет по условной границе между Северным и Приполярным Уралом. Здесь он поворачивает на запад и пересекает западные гряды Уральских гор, прорываясь между Тельпосиз и южными склонами Исследовательского кряжа. Далее Щугор пересекает область парм и впадает в Печору около деревни Усть-Щугор. Высота устья — 58,5 м над уровнем моря.

Бассейн Печоры

Щугор отличается исключительной чистотой и прозрачностью воды. Река мелководна практически на всем своем протяжении, изобилует шиверами, встречаются пороги. На Щугоре есть несколько интересных геологических памятников: Овин-камень, Верхние, Средние и Нижние Ворота.
В конце XIX века вдоль Щугора проходил Сибиряковский тракт (Щугорский волок) — дорога от Печоры к Оби, проложенная промышленником Сибиряковым для вывоза сибирского хлеба.
В настоящее время населённых пунктов на реке нет. Имеются оборудованные сотрудниками национального парка Югыд ва туристические стоянки, развивается экологический туризм.
На противоположном от устья Щугора берегу Печоры располагается деревня Усть-Щугер, основанная в XVIII веке.
Основными притоками являются реки: Хатемалья (Торговая), Тельпос, Малый Паток и Большой Паток.

## Притоки (км от устья)
- 10 км: река Устье-Тэмъёль (лв)
- 10 км: река Медвежья (лв)
- 15 км: река Езовый-Ёль (лв)
- 16 км: река Токаръёль (пр)
- 22 км: река Кыртаёль (пр)
- 32 км: водоток протока без названия (пр)
- 34 км: река Катя-Ёль (лв)
- 35 км: река Малая Катя-Ёль (лв)
- 53 км: река Большой Паток (Иджид Поток) (пр)
- 61 км: река Шер-Кыртаёль (пр)
- 72 км: река Велдор-Кыртаёль (пр)
- 83 км: река без названия (пр)
- 103 км: река без названия (лв)
- 106 км: река Малый Паток (Мал. Поток) (пр)
- 107 км: река без названия (лв)
- 110 км: река без названия (пр)
- 118 км: река Гердъю (лв)
- 127 км: река Седъю (лв)
- 147 км: река Тельпос (лв)
- 158 км: река без названия (пр)
- 159 км: река Глубник (пр)
- 172 км: река без названия (пр)
- 172 км: река Нярт-Сюю (лв)
- 183 км: река Хатемалья (Торговая) (пр)
- 192 км: река Волоковка (Волоковая, Наксорне-Волоховка) (пр)
- 217 км: река Мороя (лв)
- 220 км: река Хальмеръя (лв)
- 227 км: река без названия (лв)
- 236 км: река без названия (лв)
- 251 км: река без названия (лв)
- 256 км: река без названия (лв)
- 260 км: река без названия (лв)
- 272 км: река Пеленкурья (пр)
- 275 км: река Понъя (лв)

## Данные водного реестра

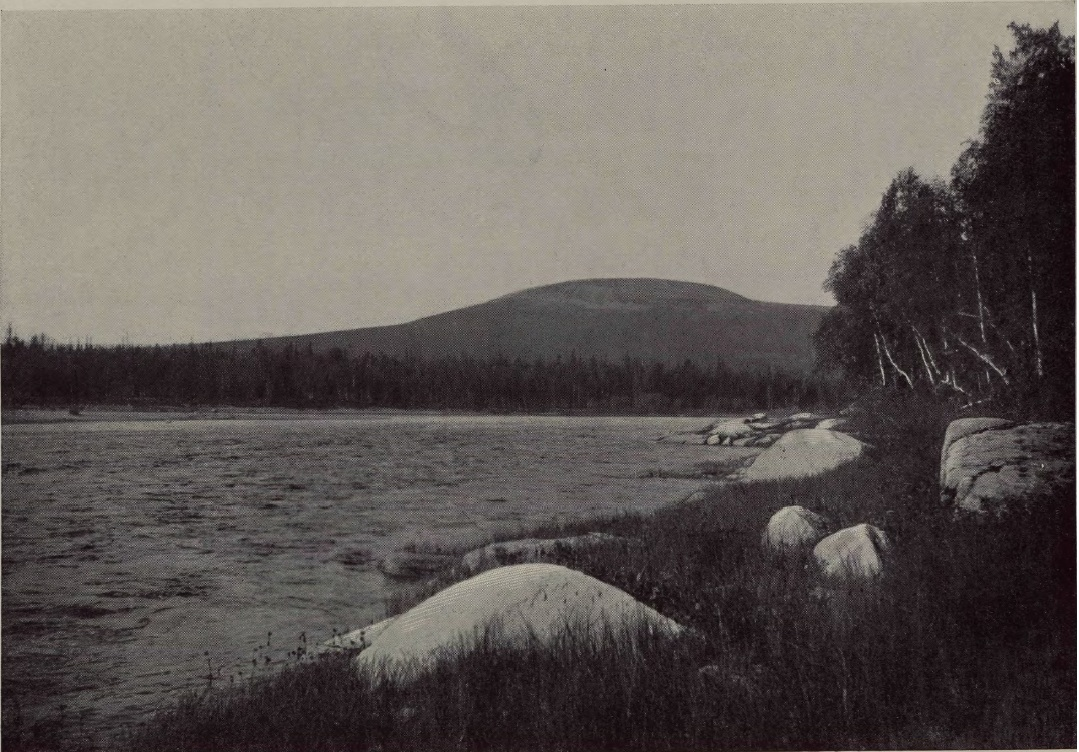
Река Щугор (приток Печоры). Овин-парма с вершиной Пилипчук в 1909 году

По данным государственного водного реестра России относится к Двинско-Печорскому бассейновому округу, водохозяйственный участок реки — Печора от водомерного поста у посёлка Шердино до впадения реки Уса, речной подбассейн реки — бассейны притоков Печоры до впадения Усы. Речной бассейн реки — Печора.
Код объекта в государственном водном реестре — 03050100212103000062064.